# Đặng Văn Quang (tướng)
Đặng Văn Quang (1929-2011) nguyên là một tướng lĩnh Bộ binh của Quân lực Việt Nam Cộng hòa, cấp bậc Trung tướng. Ông xuất thân từ khóa đầu tiên của trường Võ bị Quốc gia được Chính phủ Quốc gia Việt Nam mở ra ở miền Trung Việt Nam để đào tạo sĩ quan người Việt. Ông từng là chỉ huy cấp Sư đoàn và Quân đoàn. Về sau, ông được đánh giá là người có quyền lực thứ tư, sau Tổng thống Nguyễn Văn Thiệu, Thủ tướng Trần Thiện Khiêm và Đại tướng Tổng Tham mưu trưởng Cao Văn Viên tại Việt Nam Cộng hòa trong giai đoạn 1967-1975. Ông bị giới báo chí trong và ngoài nước coi là người đứng đầu về tham nhũng và buôn lậu tại Việt Nam thời Chiến tranh Việt Nam. Vì lý do này mà cả Hoa Kỳ và Canada từ chối cho ông định cư nhưng sau này ông được giải oan và được chính phủ Hoa Kỳ cho phép trở lại Hoa Kỳ định cư.

## Tiểu sử & Binh nghiệp
Ông sinh ngày 21 tháng 6 năm 1929 trong một gia đình Công giáo khá giả tại Sóc Trăng, miền Nam Việt Nam. Thời niên thiếu, do gia đình khá giả nên ông theo học tiểu học ở trường Lasan Taberd Sóc Trăng. Khi lên trung học, ông được chuyển về Sài Gòn học nội trú cũng ở trường Lasan Taberd. Năm 1948, ông tốt nghiệp Phổ thông với văn bằng Tú tài I.

### Quân đội Liên hiệp Pháp
Tháng 9 năm 1948, sau khi thi tốt nghiệp tú tài, ông tình nguyện nhập ngũ vào Quân đội Liên hiệp Pháp tại Đông Dương. Do có trình độ học vấn, nên ông được tuyển vào trường Võ bị của Quốc gia Việt Nam thành lập ở Huế, mang số quân: 49/118.624. Theo học khóa 1 Bảo Đại, khai giảng ngày 1 tháng 10 năm 1948. Ngày 1 tháng 6 năm 1949 mãn khóa tốt nghiệp với cấp bậc Thiếu úy hiện dịch. Ra trường, ông được phân bổ về đơn vị Bộ binh Việt Nam với chức vụ Trung đội trưởng.

### Quân đội Quốc gia Việt Nam
Đầu năm 1950, ông có tên trong danh sách 10 sĩ quan tốt nghiệp và đỗ đầu khóa Phan Bội Châu được cử đi du học tại trường sĩ quan Bộ binh (École d'Application d'Infanterie Coetquidan) Bretagne, Pháp. Chính trong lớp này, ông với người bạn Nguyễn Văn Thiệu đã khởi đầu mối quan hệ thân thiết giữa 2 người sau này. Đầu năm 1951, mãn khóa về nước, ông được thăng cấp Trung úy, thuyên chuyển về đơn vị Vệ binh ở Cần Thơ.
Đầu năm 1953, ông được thăng cấp Đại úy, chuyển ra miền Bắc làm Tiểu đoàn trưởng Tiểu đoàn 55 Việt Nam ở Phủ Lý, Hà Nam. Đơn vị ông có nhiệm vụ an ninh trục lộ từ Phủ Lý đến Nam Định. Cuối năm 1953, ông được cử theo học lớp Tham mưu cao cấp tại trường Tham mưu Hà Nội, đến tháng 6 năm 1954 mãn khóa và tháng 7 cùng năm cùng đơn vị di chuyển vào Nam theo Hiệp định Genève.

### Quân đội Việt Nam Cộng hòa
Tháng 11 năm 1955, ông được sáp nhập vào Quân đội Việt Nam Cộng hòa. Đầu năm 1956, do là người Công giáo, lại là sĩ quan được đào tạo căn bản và có kinh nghiệm chỉ huy, ông được Tổng thống Ngô Đình Diệm thăng cấp Thiếu tá, cử làm Tham mưu trưởng Đệ nhị Quân khu do Đại tá Lê Văn Nghiêm làm Tư lệnh. Giữa năm 1957 ông được thắng cấp Trung tá, hai tháng sau ông được cử đi du học lớp Tham mưu cao cấp tại Học viện Chỉ huy và Tham mưu Fort Leavenworth thuộc Tiểu bang Kansas, Hoa Kỳ. Giữa năm 1958 mãn khóa học về nước tiếp tục phục vụ Đệ nhị Quân khu. Giữa năm 1959, ông được giao đảm trách chức vụ Tổng giám đốc Tổng nha Bảo An. Ngày Quốc khánh Đệ Nhất Cộng hòa 26 tháng 10 cùng năm ông được thăng cấp Đại tá tại nhiệm. Đầu năm 1960, ông được cử giữ chức vụ Tham mưu trưởng Quân đoàn I do Thiếu tướng Lê Văn Nghiêm làm Tư lệnh. Giữa năm 1961, ông được cử đi du học và tốt nghiệp khóa Điều hành Tiếp vận Lục quân tại Fort Lee, thuộc Tiểu bang Virginia, Hoa Kỳ. Đầu năm 1962, mãn khóa học về nước, ông được giữ chức vụ Tham mưu phó Tiếp vận Bộ Tổng Tham mưu.

### Lên tướng thời "Loạn tướng"
Trong cuộc đảo chính lật đổ Tổng thống Diệm ngày 1 tháng 11 năm 1963, ông không nằm trong nhóm tham gia đảo chính, vì vậy ông không được xét thăng cấp như hai người bạn cũ là Nguyễn Văn Thiệu và Nguyễn Hữu Có (được thăng cấp Thiếu tướng). Tuy nhiên, sau đảo chính nhờ mối quan hệ thân tình với 2 người bạn này, đầu năm 1964 ông được cử giữ chức Trưởng phòng 4 Bộ Tổng tham mưu, tháng 6 cùng năm được bổ nhiệm làm Tư lệnh Sư đoàn 21 Bộ binh thay thế Đại tá Cao Hảo Hớn.
Không hài lòng với quyền lãnh đạo của "Nhóm tướng già" do các tướng Dương Văn Minh, Trần Văn Đôn, Lê Văn Kim và Mai Hữu Xuân cầm đầu, ông gia nhập nhóm sĩ quan ủng hộ tướng Nguyễn Khánh thực hiện cuộc "Chỉnh lý" vào cuối tháng 1 năm 1964. Chính vì vậy tại Bạch Dinh ở Vũng Tàu năm 1964 quy chế thêm cấp Chuẩn tướng được đặt ra. Ngày 11 tháng 8 năm 1964, ông được thăng cấp Chuẩn tướng tại nhiệm. Ngày 1 tháng 11 cùng năm, ông được thăng Thiếu tướng tại nhiệm.
Ngày 20 tháng 1 năm 1965, ông được lệnh bàn giao Sư đoàn 21 Bộ binh lại cho Đại tá Nguyễn Văn Phước  để đi nhậm chức Tư lệnh Quân đoàn IV và Vùng 4 Chiến thuật kiêm Đại biểu Chính phủ Miền Tây thay thế Thiếu tướng Nguyễn Văn Thiệu
Nhận thấy uy tín của tướng Khánh trong dân chúng và Quân đội xuống thấp, ông tham gia "Nhóm tướng trẻ" do tướng Nguyễn Cao Kỳ và người bạn cũ Nguyễn Văn Thiệu cầm đầu. Ngày 19 tháng 2 năm 1965, đã nổ ra cuộc đảo chính do tướng Lâm Văn Phát và Đại tá Phạm Ngọc Thảo cầm đầu. "Nhóm tướng trẻ" nhanh chóng tập hợp lực lượng ngăn chặn đảo chính nhưng cũng đồng thời phế truất quyền lực của tướng Khánh chỉ 2 ngày sau đó. Ngày 25 tháng 2 năm 1965, tướng Nguyễn Khánh phải nhận chức vụ Đại sứ lưu động ở nước ngoài. Nhờ công trạng này, ngày Quốc khánh đầu tiên của Đệ Nhị Cộng hòa 1 tháng 11 năm 1965, ông được thăng cấp Trung tướng. Tuy nhiên, sau khi tướng Nguyễn Cao Kỳ đã lên nắm quyền, nhân xảy ra vụ "Biến động Miền Trung" tháng 3 năm 1966, tướng Kỳ đã nhân cơ hội gạt các tướng lĩnh không thuộc nhóm mình ra khỏi những vị trí chủ chốt. Ngày 14 tháng 7 năm 1966, các tướng Tôn Thất Đính và Nguyễn Chánh Thi bị Hội đồng Tướng lãnh đưa ra xét xử. Tháng 11 năm 1966, đến phiên tướng Đặng Văn Quang bị hất khỏi chức vụ chỉ huy trong quân đội. Theo tướng Nguyễn Cao Kỳ thì tướng Quang bị cách chức vì các cáo buộc tội buôn lậu. Một số tài liệu cho rằng nguyên do là tướng Quang thường xuyên không thực hiện mệnh lệnh của Chính phủ tướng Kỳ. Đầu năm sau, nhân vật thứ ba của chính quyền là tướng Nguyễn Hữu Có cũng bị đẩy đi làm Đại sứ lưu động.
Ngày 19 tháng 11 năm 1966, bàn giao Quân đoàn IV lại cho Thiếu tướng Nguyễn Văn Mạnh, ông được triệu hồi về Trung ương.

### Nhân vật quyền lực của Đệ nhị Cộng hòa
Tuy bị tướng Kỳ gạt ra khỏi quân đội, nhưng nhờ sự bảo lãnh của người bạn cũ Nguyễn Văn Thiệu, ông vẫn không bị đẩy ra nước ngoài mà còn được giữ chức vụ Tổng ủy viên Kế hoạch trong Ủy ban Hành pháp Trung ương (Nội các Chính phủ của tướng Kỳ). Sau khi tướng Nguyễn Văn Thiệu nhậm chức Tổng thống. Giữa năm 1968, ông được cử vào chức vụ Phụ tá Đặc biệt An ninh Tình báo Quốc gia kiêm Tổng thư ký Hội đồng An ninh Quốc gia. Đầu năm 1973, ông là Cố vấn An ninh Quốc gia. Với những chức vụ này, ông trở thành người có quyền lực thứ tư trong Chính quyền Việt Nam Cộng hòa cho đến ngày Tổng thống Thiệu từ chức.

## Bị tai tiếng và được giải oan
Trong thời Chiến tranh Việt Nam có nhiều lời đồn đại rằng ông là người tham nhũng và buôn lậu bạch phiến. Các cáo buộc như thế cũng được nhà báo Mỹ Alfred W. McCoy kể trong tác phẩm của mình, "The Politics of Heroin in Southeast Asia". Sau này, báo chí Việt Nam cũng nêu danh ông là một người tham nhũng nhất Chính quyền miền Nam trước năm 1975..
Sau khi di tản khỏi Việt Nam, ông được đưa vào trại tập trung người tỵ nạn ở Tiểu bang Arkansas, Hoa Kỳ. Vì lo sợ cho số mạng của mình trong trại nên ông rời trại này và sang Canada. Ở đây, ông lại bị Chính phủ Canada ra lệnh trục xuất ông với lý do dựa vào những lời đồn xấu về ông. Cả Hoa Kỳ và Canada cũng như các nước khác đều từ chối cho ông định cư, ngoại trừ Chính phủ Việt Nam chấp thuận nhận lại ông nhưng không bảo đảm với Chính phủ Canada rằng ông sẽ không bị xử tử nếu bị cưỡng bách hồi hương.
Mãi cho đến năm 1988, cựu Trung tá lực lượng đặc biệt Hoa Kỳ là Dan Marvin, từng phục vụ tại Quân đoàn mà tướng Quang làm Tư lệnh, biết được việc Chính phủ Hoa Kỳ không cho phép ông vào Mỹ nên đã vận động để trả lại công bằng và danh dự cho ông.
Trong "Drugs, Corruption, and Justice in Vietnam and Afghanistan... A Cautionary Tale", được đăng trên Hệ thống Tin tức Lịch sử của Đại học George Mason, Merle L. Pribbenow cho rằng: 
"Trong cuối thập niên 1960 và đầu thập niên 1970, những tin đồn bắt đầu lan nhanh tại Sài Gòn cho rằng tướng Quang là một trong những kẽ buôn lậu bạch phiến hàng đầu tại Nam Việt Nam; rằng ông là một nhân viên có trả lương của CIA; và rằng ông là người thu nhận tiền tham nhũng của Nguyễn Văn Thiệu. Những tin đồn này, nhiều tin do các đối thủ chính trị của Tổng thống Thiệu tung ra (trong đó có cả những người thân tín của Phó Tổng thống Nguyễn Cao Kỳ), được giới truyền thông Việt Mỹ đón bắt và phát tán sâu rộng. Ngoài việc được tường thuật trên báo chí và hệ thống truyền hình Mỹ, những lời cáo buộc này cũng còn được ghi lại khá ly kỳ trong một cuốn sách có tựa đề là "The Politics of Heroin in Southeast Asia...."

Cũng theo tác giả ở trên, tướng Quang sống trong nghèo túng tại Canada và Hoa Kỳ, làm những công việc tay chân như quét dọn, rửa chén và sắp xếp hành lý ở phi trường, ngược hẳn lại những gì đã được đồn thổi rằng ông có trương mục ngân hàng ở Thụy Sĩ để cất giấu tiền tham nhũng và buôn lậu. Điều này chứng tỏ rằng những lời cáo buộc trước kia là hoàn toàn sai sự thật. Ngoài ra, các báo cáo của CIA được giải mật sau này cũng đã giúp chính phủ Hoa Kỳ loại ông ra khỏi danh sách những nhân vật bị tình nghi có liên quan đến bạch phiến. Sau cùng Chính phủ Hoa Kỳ cấp visa cho ông trở về Hoa Kỳ.
Ngày 15 tháng 7 năm 2011, ông từ trần tại Thành phố Sacramento, Thủ phủ Tiểu bang California, Hoa Kỳ. Hưởng thọ 82 tuổi.

## Huy chương
-Bảo quốc Huân chương đệ nhị đẳng (ân thưởng)
-Nhiều Huy chương quân sự, dân sự và đồng minh.

## Gia đình
- Thân phụ: Làm công chức tại tỉnh Sóc Trăng, mất sớm (nguyên quán: xã Phú Lâm, Tân Châu, Châu Đốc. Tổ phụ là quan lại triều Nguyễn từ miền Trung được bổ nhậm về Châu Đốc).
- Phu nhân: Bà Đỗ Thị Năm (sinh năm 1927 tại Cần Thơ)

Ông bà có 7 người con (3 trai, 4 gái)
Đặng Thị Thu, Đặng Văn Sang, Đặng Thị Thủy, Đặng Văn Cang, Đặng Thị Thúy, Đặng Văn Thông, Đặng Thị Thảo.